# Koito Manufacturing
Koito Manufacturing Co., Ltd. je japonská globální strojírenská společnost založená 1. dubna 1936, sídlící v tokijské čtvrti Minato a zabývající se především vývojem a výrobou světlometů, především do aut. Společnost má pobočky nejen v Japonsku, ale i v dalších částech Asie, v Evropě a ve střední, jižní a severní Americe. Jeden ze závodů, Koito Czech, se nachází v českém Žatci.